# Rohnenspitze
La Rohnenspitze (aussi Ronenspitze ou Rhonenspitze) est une montagne culminant à 1 990 m d'altitude dans les Alpes d'Allgäu.

## Toponymie
La Rohnenspitze est mentionné pour la première fois Dans l'Atlas Tyrolensis (de) de Peter Anich en 1774 sous le nom de Rane Spitz. Le nom viendrait du mot médiéval Rohne, signifiant « chablis ».

## Géographie
Le sommet est sur la limite entre les communes de Zöblen à l'ouest et de Tannheim à l'est. Il domine la vallée de Tannheim.
Au sud se trouve le Gaishorn (2 247 m) et à l'ouest le Ponten (2 044 m).

## Ascension
Plusieurs sentiers de randonnée balisés mènent à la Rohnenspitze. La voie la plus facile (Weg 62) part de Zöblen puis prend la crête rocheuse au nord jusqu'à la croix et au sommet.
Depuis Tannheim, une variante de la Via Alpina mène au weg 59. Le weg 423 va de la vallée de l'Ostrach jusqu'au Willersalpe.
En hiver, la Rohnenspitze est un lieu apprécié pour le ski hors piste.